# 党員集会

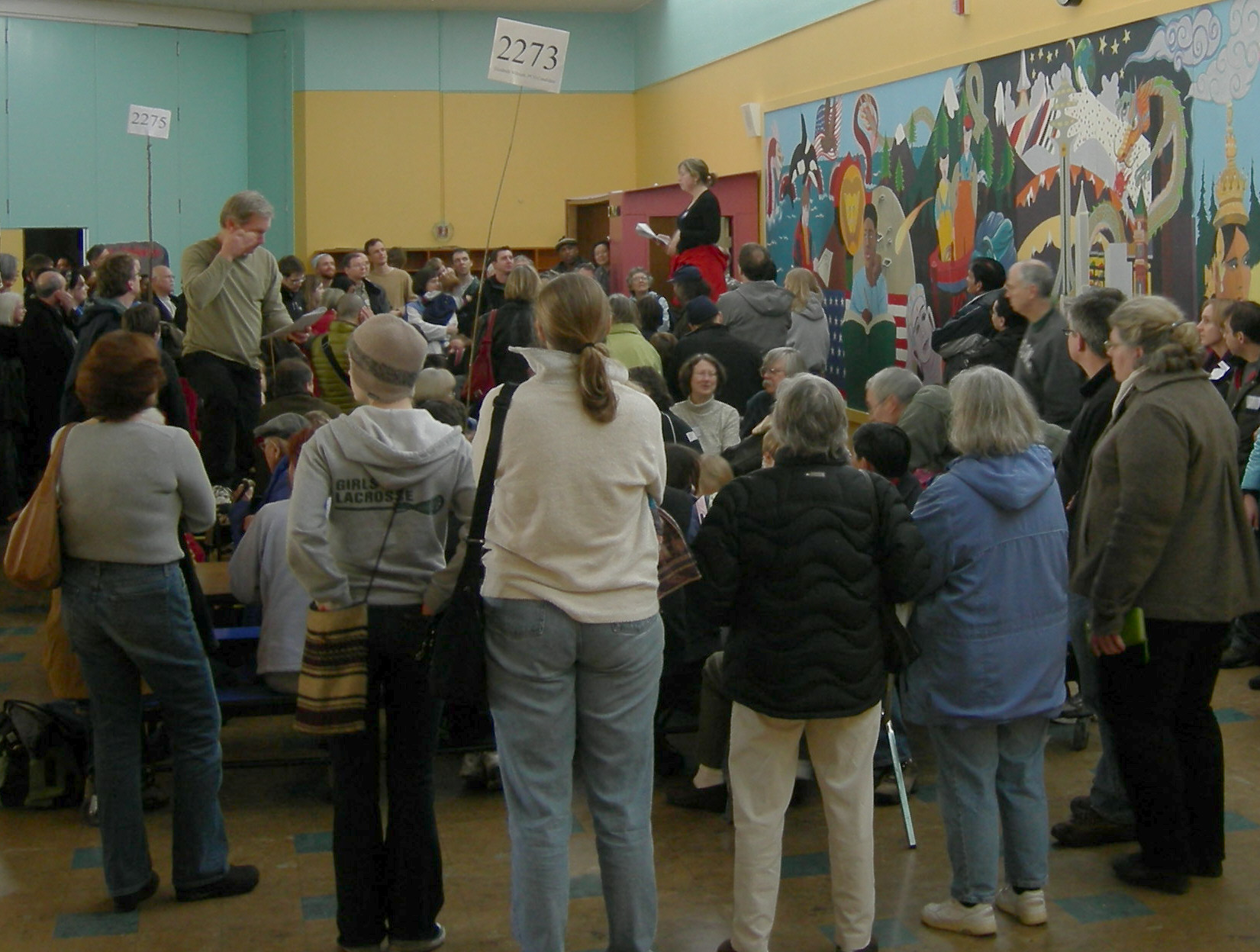
2008年の民主党党員集会の一場面

党員集会（とういんしゅうかい、英:Caucus）とは、政党の党員が集まる集会のこと。
日本語の「党員集会」は英語のコーカス（Caucus）の訳語としても用いられるが、コーカスは党員集会のほかに政党の「幹部会」や「議員総会」を意味することもあり会議への参加者が党員全体ではないことがある。

## アメリカ合衆国の党員集会
アメリカ合衆国のコーカス（Caucus）は二大政党の地方組織が地域別に開催する地区党員集会を意味する（このほか各党の上下両院の議員総会もCaucusと呼ぶが性格が異なる）。コーカス（Caucus）は歴史的には19世紀初頭に連邦議会の二大政党の幹部が大統領候補選出のために開いた閉鎖的な会議（幹部会）を指していた。
地区党員集会はアメリカ合衆国大統領予備選挙において政党の大統領候補を決定するための地区レベルによる党員の会議である。各政党への支持を明示し選挙人名簿に登録している一般有権者を対象とする。学校などの公共施設や、個人宅等、様々な場所で開催される。
地区レベルの会議の末、郡会議に出席する代議員を選出し、次に郡より大きい地域へ出席する代議員が決められ、これらの代議員によりさらに州レベルの大会に出席する代議員が選出され、さらにまたこの州レベルの大会で党の全国党大会に出席する代議員が選出される。なお、必ずしもすべての州でこれらのような重層的な選出過程を踏むわけでは無く、省略してしまう州も中には存在する。
正式な大統領候補は全国党大会で指名されるが、代議員はあらかじめ支持候補を表明しているので、予備選挙・党員集会の進展によって党大会前に一本化される場合がほとんどである。
代議員の選出方法は、党や州ごとに異なる。ちなみに全米で最初に行われているアイオワ州の場合は、共和党は投票を用い、民主党は話し合いや挙手によって支持候補別にグループ分けを繰り返した後、得票数で決める。公開投票であるため秘密投票ではない。期日前投票が行えないため、各陣営は支持者を党員集会に出席させるために、他の州からベビーシッターなどのボランティアが動員されることがあるが、党員集会の日時に勤務をする職業の人間は投票できないことになる。
代議員指名選出の過程において、州の党幹部や地区レベルの党活動家による影響が強い、などの理由のため、秘密投票形式の予備選挙が主流となりつつある。

## 党員集会を実施している州のリスト
2020年の予備選では、4つの州のみが党員集会によって大統領候補者を決めている。以下はその4つの州。
- ネバダ州
- ワイオミング州
- ノースダコタ州
- アイオワ州

また、前回（2016年）では上記4つの州に加えて、以下の10州も党員集会によって大統領候補が決まっていたが、その複雑さから予備選挙に変更された。
- アラスカ州
- ワシントン州
- アイダホ州
- ユタ州
- コロラド州
- メイン州
- ネブラスカ州
- カンザス州
- ミネソタ州
- ハワイ州

## 日本
日本では、日本共産党が3年に一度行う党大会に出席する代議員を選ぶ過程で、アメリカの党員集会に類似した党会議（とうかいぎ）を行っている。ただし、日本共産党の党会議は日常的に行われているものの延長線上であり、週1回以上の開催が義務付けられているうち、党大会直前の数回が大会代議員の決定に充てられる。支部から地区委員会、都道府県委員会を経て党大会に出席する代議員が決まる。